# Mario González Pérez
Mario González Pérez (ur. 13 września 1965; zm. 15 czerwca 2012) – meksykański zapaśnik w stylu klasycznym. Zajął 25 miejsce na mistrzostwach świata w 1995. Brązowy medal na igrzyskach panamerykańskich w 1995, mistrzostwach panamerykańskich w 1994 i na igrzyskach Ameryki Środkowej i Karaibów w 1993 roku. Trener zapasów.